# Stemma della Navarra
Lo stemma della Navarra è lo stemma ufficiale della Comunità forale della Navarra, una delle 17 comunità autonome della Spagna.
In poche parole il disegno dello stemma è stato adottato nel 1982 dalla legislazione locale come simbolo ufficiale della regione. Si compone di uno scudo di colore rosso, che fa da sfondo a una serie di sedici catene d'oro disposte a raggiera intorno ad uno smeraldo verde posto al centro. A sormontare l'emblema compare una corona reale, a rappresentare la dignità dell'antico Regno di Navarra.

## Storia
L'utilizzo delle catene d'oro come simbolo distintivo della Navarra è di origine medievale; secondo la tradizione infatti deriverebbe dal blasone adottato dal re Sancho VII nel 1212, a seguito della vittoria ottenuta sul califfo Muhammad al-Nasir nella battaglia di Las Navas de Tolosa. Le catene d'oro sarebbero state quelle che trattenevano la guardia personale del califfo, composta di schiavi, infrante dal re navarro. Ulteriore bottino di guerra sarebbe inoltre stato uno smeraldo portato dal califfo sul turbante, anch'esso successivamente incluso nello stemma personale del sovrano cristiano.
Sebbene questa origine sia molto probabilmente da far risalire a racconti posteriori (databili intorno al XV secolo), è certo che le catene d'oro furono adottate da Sancho come simbolo del Regno di Navarra, oltre che come proprio emblema personale. Come tali, continuarono a comparire nei vessilli del regno pirenaico fino al 1512, anno della sua incorporazione nel Regno di Spagna.
Nel 1910 il governo locale della Navarra diede ufficialmente una definizione allo stemma, che venne adottato come distintivo della regione. Piccole modifiche furono in seguito apportate dal regime repubblicano nel 1931 (sostituzione della corona reale con una corona muraria) e da quello franchista nel 1937 (reintroduzione della corona reale ed aggiunta della croce laureata di San Ferdinando). Dal 1982 è in vigore la sua forma attuale, riprodotta anche, in forma semplificata, sul logo ufficiale del Governo locale della Navarra.

## Diffusione
Come simbolo distintivo della Navarra, il disegno delle catene d'oro si può ritrovare anche in diversi altri stemmi e blasoni. Assunto dal XII secolo quale distintivo dei monarchi di Navarra, esso è stato incorporato nelle armi di tutti i monarchi che si sono succeduti al governo della piccola regione; compare infatti negli stemmi della casa di Champagne, dinastia di origine francese che regnò sulla Navarra dal 1234 al 1305, in quello della casata capetingia (fino al 1349), di Évreux, di Trastámara (fino al 1425-1479) e di Foix (fino al 1513).

Le catene d'oro della Navarra costituiscono dal 1512 una delle parti integranti dello stemma della Spagna (posizionate nell'angolo in basso a destra)

La divisione del regno nel 1512 e l'incorporazione della Navarra Alta (la parte a sud della catena dei Pirenei) nel Regno di Spagna consentì alle catene d'oro di comparire nello stemma dei monarchi spagnoli prima ed in quello del Regno di Spagna poi. Esse costituiscono una delle parti integranti dello stemma della Spagna anche ai nostri giorni, posizionate nel quarto quarto del blasone.
A seguito della divisione, la Bassa Navarra (a nord dei Pirenei)  rimase indipendente sotto la casa d'Albret che regnò sino al 1572, quando il trono passò ad Enrico IV di Borbone. Dopo che quest'ultimo divenne re di Francia, Francia e Bassa Navarra rimasero in unione personale sino al 4 agosto 1789, quando l'Assemblea Nazionale abolì i diritti feudali in Francia, trasformando la Bassa Navarra in un dipartimento francese.
Come tale, il simbolo della Navarra compare pertanto in numerosi stemmi francesi; in particolare, è raffigurato nell'emblema del dipartimento dei Pirenei Atlantici, sotto la cui amministrazione ricade buona parte del territorio della Bassa Navarra. L'utilizzo del simbolo è stato inoltre concesso come attestato di merito a privati: compare ad esempio nello stemma nobiliare della famiglia Zúñiga, come premio per la partecipazione alla battaglia di Las Navas al fianco di re Sancho VII.
Le catene d'oro su fondo rosso sono raffigurate sull'attuale stemma della città di Pamplona, capoluogo regionale della Navarra spagnola, ed una loro versione stilizzata compare sullo stemma dell'Osasuna, la squadra cittadina. La presenza del simbolo è inoltre riconoscibile anche sull'armoriale di diverse città francesi, come Saint-Palais e Saint Florentin. Il riferimento alla Navarra è inoltre presente nello Zazpiak Bat, simbolo nazionalista basco e, fino al 1986, nello stemma ufficiale dei Paesi Baschi. A seguito di una controversia legale, il governo locale della Navarra impose in quell'anno il ritiro del simbolo. Da allora, il quarto quarto dello stemma basco è occupato da uno sfondo interamente rosso.

## Galleria d'immagini

Stendardo reale del Regno di Navarra (versione antica, 1212 ca.)
Stemma del Regno di Navarra (XVII - XVIII secolo)
Stemma della Provincia di Navarra (1910)
Versione repubblicana (1931-1937)
Versione franchista (1937-1982)
Logo del Governo della Navarra (attuale)

## Altri emblemi e stemmi

Blasone della casa di Champagne-Navarra
Blasone della casa di Évreux-Navarra
Stemma della città di Pamplona
Stemma del dipartimento dei Pirenei Atlantici (Francia)
Stemma del comune di Saint-Palais (Francia)
Stemma del comune di Saint Florentin (Francia)
Stemma della famiglia Zúñiga
Zazpiak Bat (1897)
Stemma dei Paesi Baschi (fino al 1986)